# Osceola, Iowa
Osceola là một thành phố thuộc quận Clarke, tiểu bang Iowa, Hoa Kỳ. Năm 2010, dân số của thành phố này là 4929 người.

## Dân số
Dân số qua các năm:
- Năm 2000: 4659 người.
- Năm 2010: 4929 người.